# Amt Vallendar
Das Amt Vallendar oder Herrschaft Vallendar war ein Saynsches, Kurtrierer und Nassauisches Amt mit Sitz in Vallendar.

## Geschichte

### Herrschaft Vallendar in der Grafschaft Sayn
Die Herrschaft Vallendar war Teil der Grafschaft Sayn. Mit dem Tod von Graf Gottfried I. (1266–1284) wurde 1294 eine Erbteilung vorgenommen: Johann II. erbte die Grafschaft Sayn und begründete die Linie der Grafen von Sayn-Sayn; sein Bruder Engelbert I. erbte die Herrschaft Vallendar und aus mütterlichem Erbe Homburg und begründete die Linie der Grafen von Sayn-Homburg die sich später Sayn-Wittgenstein nannten. 1363 verpfändete Graf Salentin zu Sayn-Wittgenstein die Herrschaft an Kurtrier.

### Kurtriersches Amt
In Kurtrier wurde das Amt gemeinsam mit dem Amt Sayn, dem Amt Herschbach und dem Amt Grenzau von Oberamtmännern verwaltet, die ihren Sitz nicht vor Ort hatten. Seit 1723 waren daher juristisch gebildete Amtsverwalter als Vertreter der meist abwesenden Amtsmänner vor Ort tätig.
Zum Amt gehörten die Orte Höhr, Hillscheid, Mallendar, Vallendar, Weitersburg sowie die Kirchspiele Breitenau, Heimbach, Rauert und Ransbach.

### Nassau
Mit dem Reichsdeputationshauptschluss kam das Amt 1803 an Nassau-Weilburg. Ab 1806 war es damit Teil des Herzogtums Nassau und dort dem Regierungsbezirk Ehrenbreitstein zugeordnet. 1816 wurde nach dem Wiener Kongress ein Gebietstausch vorgenommen und das Amt kam zu Preußen. Es ging im Landkreis Koblenz auf.

## Personen

### (Ober-)amtmänner
- Johann Philipp von Reiffenberg 1690–1722
- Anselm Friedrich Anton von Reiffenberg 1721–1739
- Ludwig Wilhelm Joseph Boos von Waldeck-Montfort 1759–1762
- Benedikt Freiherr von Clodh, Herr zu Landskron-Ehrenberg 1765–1794

### Amtsverwalter
- Johann Georg Boden 1738–1762 (Boden war 1723 bis 1738 Amtsverwalter im Amt Sayn)
- Johann Jakob Kleudgen 1782–1768
- August Henning Alber Fhienn 1774–1780
- Augustin von Steiz 1783–1797
- Paul A. Kern 1801–1802 (Administrator)
- Von Coll 1802–1807